# 김낙균
김낙균(1978년 12월 26일 ~ )은 대한민국의 배우이다.

## 출연

### 드라마
- 2019년 SBS 아침 일일연속극 《수상한 장모》 ... 박 형사 역(특별출연)
- 2020년 SBS 월화 미니시리즈 《아무도 모른다》 ... 폭행 남 역
- 2020년 tvN 수목 미니시리즈 《메모리스트》 ... 김 형사 역
- 2020년 JTBC 금토 미니시리즈 《부부의 세계》 ... 도 형사 역
- 2020년 KBS1 저녁 일일연속극 《꽃길만 걸어요》 ... 봉천동 주치의 역
- 2020년 OCN 주말 미니시리즈 《미씽: 그들이 있었다》 ... 왕용철 역
- 2021년 KBS2 주말연속극 《오케이 광자매》 ... 돌세 구치소 동기 역
- 2022년 ~ 2023년 KBS1 저녁 일일연속극 《내 눈에 콩깍지》 ... 형사 역
- 2023년 ~ 2024년 KBS2 저녁 일일연속극 《우아한 제국》
- 2024년 SBS 금토드라마 《재벌X형사》 ...박종욱 (요트살인사건 DN 그룹 최현주 수행비서) 역
- 2024년 KBS2 주말연속극 《미녀와 순정남》 ... 백미자의 채권자 역

### 영화
- CCTV(2021년) - 유 TD 역
- 더 박스(2021년) - 트로트 가요제 사회자 역
- 사는게 뭔지 (2020년) - 딜러 역(단편 영화)
- 광대들: 풍문조작단(2019년) - 싱크홀 장수 역